# Serra de Alvelos

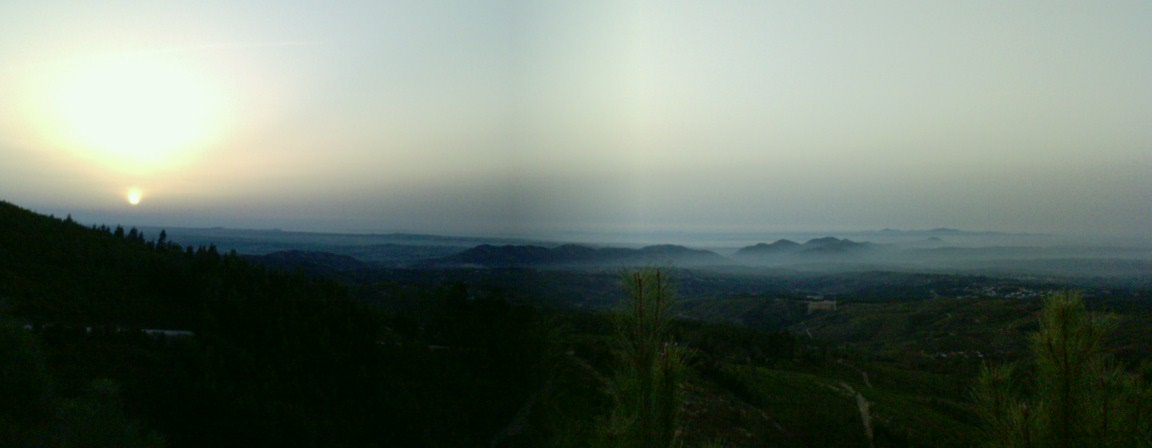
Vista de madrugada da Serra de Alvelos.

A Serra de Alvelos é uma elevação de Portugal continental, com 1084 metros de altitude máxima. Também é conhecida como serra do Cabeço da Rainha. Estende-se pelos concelhos de Oleiros, Sertã e Proença-a-Nova.